# Elizabethtown (Kentucky)
Elizabethtown es una ciudad ubicada en el condado de Hardin en el estado estadounidense de Kentucky. En el Censo de 2010 tenía una población de 28531 habitantes y una densidad poblacional de 426,69 personas por km².

## Geografía
Elizabethtown se encuentra ubicada en las coordenadas 37°42′16″N 85°52′37″O / 37.70444, -85.87694. Según la Oficina del Censo de los Estados Unidos, Elizabethtown tiene una superficie total de 66.87 km², de la cual 65.68 km² corresponden a tierra firme y (1.77%) 1.19 km² es agua.

## Demografía
Según el censo de 2010, había 28531 personas residiendo en Elizabethtown. La densidad de población era de 426,69 hab./km². De los 28531 habitantes, Elizabethtown estaba compuesto por el 80.45% blancos, el 11.64% eran afroamericanos, el 0.34% eran amerindios, el 2.62% eran asiáticos, el 0.18% eran isleños del Pacífico, el 1.34% eran de otras razas y el 3.43% pertenecían a dos o más razas. Del total de la población el 4.26% eran hispanos o latinos de cualquier raza.